# Plumeria subsessilis
Plumeria subsessilis là một loài thực vật có hoa trong họ La bố ma. Loài này được A.DC. miêu tả khoa học đầu tiên năm 1844.